# Ceruchites hahnei
Ceruchites hahnei là một loài bọ cánh cứng trong họ Lucanidae. Loài này được Statz mô tả khoa học năm 1952.